# Elecciones vicepresidenciales de Ecuador de 1847
Elección ordinaria del Vicepresidente Constitucional de la República del Ecuador al concluirse el período constitucional de Pablo Merino.

## Candidatos
| Partido     | Vicepresidente              | Cargos Previos                               | Votos |
| ----------- | --------------------------- | -------------------------------------------- | ----- |
| Conservador | Manuel de Ascázubi y Matheu | Diputado por Pichincha (1847)                | 29    |
| Liberal     | Modesto Larrea y Carrión    | Vicepresidente de la República (1831 - 1834) | 12    |

Fuente: